# Superscope
Superscope war ein 1954 eingeführtes Filmproduktionsformat, um 35-mm-Breitwandfilme herstellen zu können. Der Name ist markenrechtlich geschützt. Das dahinterstehende gleichnamige Unternehmen erwarb 1957 den US-Vertrieb für Sony, und 1964 Marantz für drei Millionen Dollar. Bis 1987 wurden Teile von Marantz wieder verkauft, 1993 jedoch die Vertriebsrechte der professionellen Marantzsparte erworben. Superscope ist bis heute im Audiobereich tätig.

## Hintergrund zum Filmproduktionsformat
Die Gebrüder Irving and Joseph Tushinsky wollten mit Superscope erreichen, dass ein sphärisch aufgenommener Film in einem beliebigen Cinemascope-Format gezeigt werden konnte. Man legte sich auf das 2,0:1-Format fest, da sich zum damaligen Zeitpunkt noch kein einheitliches Format durchgesetzt hatte. Das 35-mm-Filmnegativ wurde komplett belichtet, für das gewünschte 2,0:1-Breitwandformat wurde jedoch nur der horizontale Mittelteil des Negativs benötigt, was der Kameramann bei den Dreharbeiten berücksichtigen musste, da später ein Teil des oberen und unteren Randes wegfiel. Mit Hilfe der sogenannten Tushinsky-Linse wurde im Labor der benötigte Bildausschnitt in einem 2:1-Verhältnis zusammengestaucht und auf das 35-mm-Filmpositiv kopiert. Mit einem Anamorphoten wurde im Kinosaal das Bild entzerrt und auf die Leinwand gebracht. Der erste in diesem Format gedrehte Film war 1954 der Western Vera Cruz.
Ein Vorteil des Systems war, dass man mit einer einfachen Filmausrüstung mit sphärischer Linse drehen konnte, da das anamorphotische 2,00:1-Format erst im Labor entstand. Damit hatte man ohne größeren Mehraufwand gleich zwei verschiedene Versionen zur Verfügung. Außerdem entfielen die Lizenzgebühren für das teure Cinemascope-Verfahrens des Filmstudios 20th Century Fox. RKO und kleinere Filmstudios sowie unabhängige Produzenten übernahmen das System.
Das 2,00:1-Format konnte sich jedoch nicht durchsetzen, denn beim Umkopieren verschlechterte sich die Bildqualität, und das zusammengedrückte quadratische Format ließ einen Teil auf dem Filmpositiv ungebraucht, was zu Schwierigkeiten bei der Wiedergabe auf einem nicht korrekt justierten Kinoprojektor führte. Bereits 1956 wurde mit Superscope 235 auf das 2,35:1-Format gewechselt, um das Vorführen zu erleichtern. Mit der Weiterentwicklung der Kopiertechnik konnte auch die Bildqualität verbessert werden. Nach dem Ende der RKO führte Warner Bros. das System unter dem Namen Warnerscope für kurze Zeit fort. Erst 1981 wurde man wieder auf das Format aufmerksam, als mit Super 35 auf Superscope 235 zurückgegriffen wurde.

## Filme in Superscope
- 1954: Vera Cruz (Vera Cruz)
- 1955: Die goldene Galeere (Underwater!)
- 1955: Flucht nach Burma (Escape to Burma)
- 1955: Sindbads Sohn (Son of Sinbad)
- 1955: Bengazi
- 1955: Piratenbraut (Pearl of the South Pacific)
- 1955: Todesfaust (Tennessee’s Partner)
- 1955: Gelbe Rose von Texas (The Return of Jack Slade)
- 1955: Heißer Atem (The Treasure of Pancho Villa)
- 1955: Abrechnung in Fort Valeau (Desert Sands)
- 1955: Des Teufels rechte Hand (Texas Lady)
- 1955: Die letzten Sieben (Day the World Ended)
- 1956: Glory
- 1956: Die Dämonischen (Invasion of the Body Snatchers)
- 1956: Straße des Verbrechens (Slightly Scarlet)
- 1956: Ein Fetzen Leben (The Bold and the Brave)
- 1956: Am Strand der Sünde (The Come On)
- 1956: Skrupellos (Great Day in the Morning)
- 1956: Einer schoss schneller (The Oklahoma Woman)
- 1957: Kleiner Mann – ganz groß
- 1957: Das Leben ist ohne Gnade (La grande strada azzurra)
- 1963: Drylanders
- 1966: Second Fiddle to a Steel Guitar